# Saint-Germain-sous-Cailly
Saint-Germain-sous-Cailly é uma comuna francesa na região administrativa da Normandia, no departamento de Sena Marítimo. Estende-se por uma área de 4,03 km². Em 2010 a comuna tinha 348 habitantes (densidade: 86,4 hab./km²).